# Jurassic World Evolution 3
Jurassic World Evolution 3 è un videogioco gestionale in sviluppo da Frontier Developments. Il titolo rappresenterà il seguito diretto di Jurassic World Evolution 2 ed è ambientato nell'universo cinematografico della saga di Jurassic Park.
Il videogioco è previsto per il 21 ottobre 2025 su PlayStation 5, Windows e Xbox Series X/S.

## Modalità di gioco
Come nei suoi predecessori, Jurassic World Evolution 3 è un videogioco gestionale, in cui il giocatore ha il compito di costruire e amministrare un parco a tema ispirato all'universo di Jurassic World. Il titolo include oltre 80 specie di dinosauri, ciascuna con varianti distinte per sesso (maschio e femmina) e stadio di crescita (adulto e giovane).
Il gioco introduce una gamma ampliata di strumenti per la personalizzazione del parco, consentendo modifiche dettagliate al terreno e l'inserimento di elementi scenografici modulari. È inoltre possibile condividere strutture, recinti e interi parchi con altri utenti tramite la piattaforma Frontier Workshop.
Oltre alla modalità sandbox, è presente una modalità campagna ambientata in diverse località, tra cui il Giappone e le Hawaii. In questa modalità, l'attore Jeff Goldblum torna a interpretare il personaggio di Ian Malcolm.

## Sviluppo
Jurassic World Evolution 3 è stato annunciato da Frontier Developments nel maggio 2024. Il primo trailer ufficiale è stato presentato nel giugno 2025, insieme alla data d'uscita.
Il gioco è previsto per il rilascio il 21 ottobre 2025 su PlayStation 5, Windows e Xbox Series X e Series S. Oltre all'edizione standard, sarà disponibile anche una Deluxe Edition, che include quattro specie di dinosauri aggiuntive: Protoceratops, Guanlong, Thanatosdrakon e Concavenator. I giocatori che effettuano il pre-ordine del titolo riceveranno inoltre il "Set Badlands", un pacchetto di contenuti ispirati al sito di scavo del film originale Jurassic Park.